# 멀린다 클라크
멀린다 클라크(Melinda Clarke, 1969년 4월 24일 ~ )는 미국의 배우이다.

## 출연 작품
- 애니매트릭스 (2003)
- 더 디스트릭트 (2000)
- 스폰 (1997)
- 솔저 포춘 (1997)
- 킬러 텅 (1996)
- 투 문 정션 2 (1994)
- 바탈리언 3 (1993)
- 아웃 포 블러드 (1992)
- 못말리는 수녀 (1991)

### 텔레비전
- 우리 생애 나날들 (1989-90)
- CSI: 과학수사대 (2001-15)
- The O.C. (2003-07)
- 안투라지 (2005-2011)
- 일라이 스톤 (2008-09)
- 뱀파이어 다이어리 (2010, 2017)
- 니키타 (2010-13)